# Jembrana ornata
Jembrana ornata är en insektsart som beskrevs av William Lucas Distant 1908. Jembrana ornata ingår i släktet Jembrana och familjen spottstritar. Inga underarter finns listade i Catalogue of Life.